# Brigis
Els brigis (en grec antic Βρύγοι) (però els macedonis els anomenaven briges Βρίγες) eren un poble traci proper a Macedònia i al nord de Berea, a tocar amb el mont Bermios.
Les primeres mencions dels brigis es troben en els escrits d'Heròdot, que els relaciona amb els frigis, i afirma que segons els macedonis, els brigis "van canviar el seu nom" per frigis després de migrar a Anatòlia. Se sap que van atacar l'exèrcit de Mardoni quan anava de Macedònia cap a Grècia l'any 492 aC a la Primera guerra mèdica, segons diuen Heròdot i Estrabó.
Esteve de Bizanci menciona dues ciutats que els pertanyien, Brigies (Βρυγίας) i Brígion (Βρύγιον), que aparentment estaven situades dins del seu territori. Una part dels brigis, amb els seus reis, es van establir a Il·líria, al nord d'Epidamnos, amb centre a la ciutat de Cudria, segons Estrabó.